# Годзішув (Люблінське воєводство)
Годзішув (пол. Godziszów) — село в Польщі, у гміні Годзішув Янівського повіту Люблінського воєводства.
Населення — 2156 осіб (2011).

## Демографія
Демографічна структура станом на 31 березня 2011 року:
|          | Загалом | Допрацездатний вік | Працездатний вік | Постпрацездатний вік |
| -------- | ------- | ------------------ | ---------------- | -------------------- |
| Чоловіки | 1053    | 224                | 693              | 136                  |
| Жінки    | 1103    | 233                | 572              | 298                  |
| Разом    | 2156    | 457                | 1265             | 434                  |